# O Necrotério dos Vivos
O Necrotério dos Vivos é o segundo álbum de estúdio do cantor e compositor Eduardo lançado em 10 de fevereiro de 2020. O álbum foi lançado em 2020 e é um álbum duplo com 29 faixas. O álbum começa com um manifesto emocionante, que diz para que veio, chamado "Estamos Mortos". O alto nível de politização do rapper e a letra que se segue ficam claros na primeira faixa.
Além disso, o álbum conta com dois videoclipes com "Parques dos Monstros" e "A Lágrimas da Rosa". Na música "A Lágrimas da Rosa" aborda temas como machismo, mas de uma forma diferente - relata um estupro sofrido por uma mulher, desde a forma como a polícia aborda o caso de estar despreparado para os traumas que uma mulher carrega, afetando sua vida em geral. Com isso, o rapper explica mais uma vez para muitos a importância de apoiar o movimento feminista, levando essas informações principalmente para a periferia.